# Carrier Air Wing Reserve Thirty
30ème Escadre aérienne de réserve embarquée
Le Carrier Air Wing Reserve Thirty  ou CVWR-30, était une escadre aérienne embarquée de l l'United States Navy Reserve. Mise en service le 1er avril 1970, elle a été dissoute le 31 décembre 1994. 

## Historique
Le Carrier Air Wing Reserve Thirty a été créé le 1er avril 1970 à la Naval Air Station Alameda et était composé d'un état-major de l'escadre aérienne, de deux escadrons de chasse, de trois escadrons d'attaque, d'un escadron de reconnaissance légère, d'un escadron de guerre électronique tactique, d'un escadron d'alerte précoce et un escadron de ravitaillement aérien. 

### Les unités subordonnées
Les escadrons suivants ont été affectés au CVWR-30  et embarqués sur les porte-avions :
- USS Coral Sea (CV-43) en 1981,
- USS Ranger (CV-61) en 1986,
- USS Enterprise (CVN-65) en 1988,
- USS Nimitz (CVN-68) en 1990 et 1992.

| Code    | Insigne | Escadron                                   | Surnom            | Aéronef                               | Base               |
| ------- | ------- | ------------------------------------------ | ----------------- | ------------------------------------- | ------------------ |
| VF-301  |         | Fighter Squadron 301                       | Devil's Disciples | F-4 Phantom F-14 Tomcat               | NAS Miramar        |
| VF-302  |         | Fighter Squadron 302                       | Stallions         | F-4 Phantom F-14 Tomcat               | NAS Miramar        |
| VFA-303 |         | Strike Fighter Squadron 303                | Goldens Hawks     | A-4 Skyhawk A-7 Corsair F/A-18 Hornet | NAS Alameda        |
| VFA-304 |         | Strike Fighter Squadron 304                | Firebirds         | A-4 Skyhawk A-7 Corsair F/A-18 Hornet | NAS Alameda        |
| VFA-305 |         | Strike Fighter Squadron 305                | Lobos             | A-4 Skyhawk A-7 Corsair F/A-18 Hornet | NAS Point Mugu     |
| VAK-308 |         | Tactical Aerial Refueling Squadron 208     | Griffins          | KA-3B Skywarrior                      | NAS Alameda        |
| VAQ-309 |         | Tactical Electronic Warfare Squadron 309   | Axemen            | KA-3B Skywarrior                      | NAS Whidbey Island |
| VAW-88  |         | Carrier Airborne Early Warning Squadron 88 | Cottonpickers     | E-1 Tracer E-2B Hawkeye               | NAS Miramar        |
| VAP-306 |         | Light Photographic Squadron 306            | Peeping Toms      | F-8 Crusader                          | NAF Washington     |